# Бернгард Менцен
Бернгард Гінріх «Бернд» Менцен (нім. Bernhard Hinrich "Bernd" Meentzen; 25 квітня 1915, Везермюнде — 2000, Бремен) — німецький офіцер-підводник, оберлейтенант-цур-зее резерву крігсмаріне.

## Біографія
1 жовтня 1938 року вступив на флот. З липня 1941 року служив у 1-му морському зенітному училищі. З 1 березня по 15 жовтня 1943 року пройшов курс підводника, з 16 жовтня по 1 грудня — курс командира підводного човна. 10 грудня 1943 року направлений на будівництво підводного човна U-1272. З 28 січня по 2 липня 1944 року — командир U-1272. З 3 липня по листопад 1944 року вивчав будову човнів типу XXI, після чого був направлений на будівництво U-3016. З 5 січня 1945 року — командир U-3016. 2 травня 1945 року наказав затопити човен у межах операції «Регенбоген». 8 травня 1945 року взятий у полон британськими військами.
Похований у Бремені.

## Звання
- Рекрут (1 жовтня 1938)
- Матрос-єфрейтор резерву (1 жовтня 1939)
- Матрос-оберєфрейтор резерву (1 жовтня 1940)
- Боцманмат резерву (1 листопада 1940)
- Боцман резерву (1 березня 1941)
- Лейтенант-цур-зее резерву (1 серпня 1941)
- Оберлейтенант-цур-зее резерву (1 грудня 1943)